# 孔亚克语支
孔亚克语支是藏缅语族的一個支系，又称北那加语支，和博多-库奇语支同属萨尔语群。孔亚克语支主要分布在印度那加兰邦北部和阿萨姆邦东部，但是和那加兰邦的其他语言明显不同，不属于库基-钦-那加语言。
孔亚克语支约有8种语言，共有70万人使用。其中使用人数最多的是孔亚克语nbe，有25万人使用。